# Galbula albirostris
El jacamará piquigualdo (Galbula albirostris), también denominado jacamar piquiamarillo (en Ecuador), jacamar piquidorado (en Colombia), jacamar de pico amarillo (en Perú) o barranquero pico amarillo (en Venezuela), es una especie de ave piciforme de la familia Galbulidae. Es nativo de la cuenca amazónica y del escudo guayanés en Sudamérica.

## Distribución y hábitat
El jacamará piquigualdo se distribuye en el escudo de las Guayanas y en la cuenca del Amazonas aunque solo al norte del río Amazonas, excepto en la desembocadura del río en una pequeña región brasileña del noreste del estado de Pará. La cordillera de los Andes es el límite occidental de la especie. Está presente en el sur y este de Venezuela, Guyana, Surinam, Guayana francesa, norte de Brasil, sur de Colombia, este de Ecuador y noreste de Perú.
Su hábitat natural son las selvas húmedas tropicales de regiones bajas, hasta los 800 m de altitud. Prefiere los claros de los bosques y los bosques en galería.  Vive en el estrato bajo del bosque.

## Descripción
El jacamará piquigualdo mide unos 19 cm de largo. y pesa 21 g. Se caracteriza por su pico largo, recto y puntiagudo de color amarillo. Sus partes superiores son de color verde con iridiscencias azules y las inferiores son de color rojo ferruginoso. La frente es negruzca. Los machos se distinguen por tener la garganta blanca.

## Comportamiento

### Alimentación
Se alimenta principalmente de insectos, que busca mirando hacia arriba y  captura en vuelo.

### Reproducción
Nidifica en las galerías dejadas en los troncos de los árboles por termitas u hormigueros, a una altura de 1,5 a 3 m. La hembra pone 2 huevos que son incubados por la pareja.

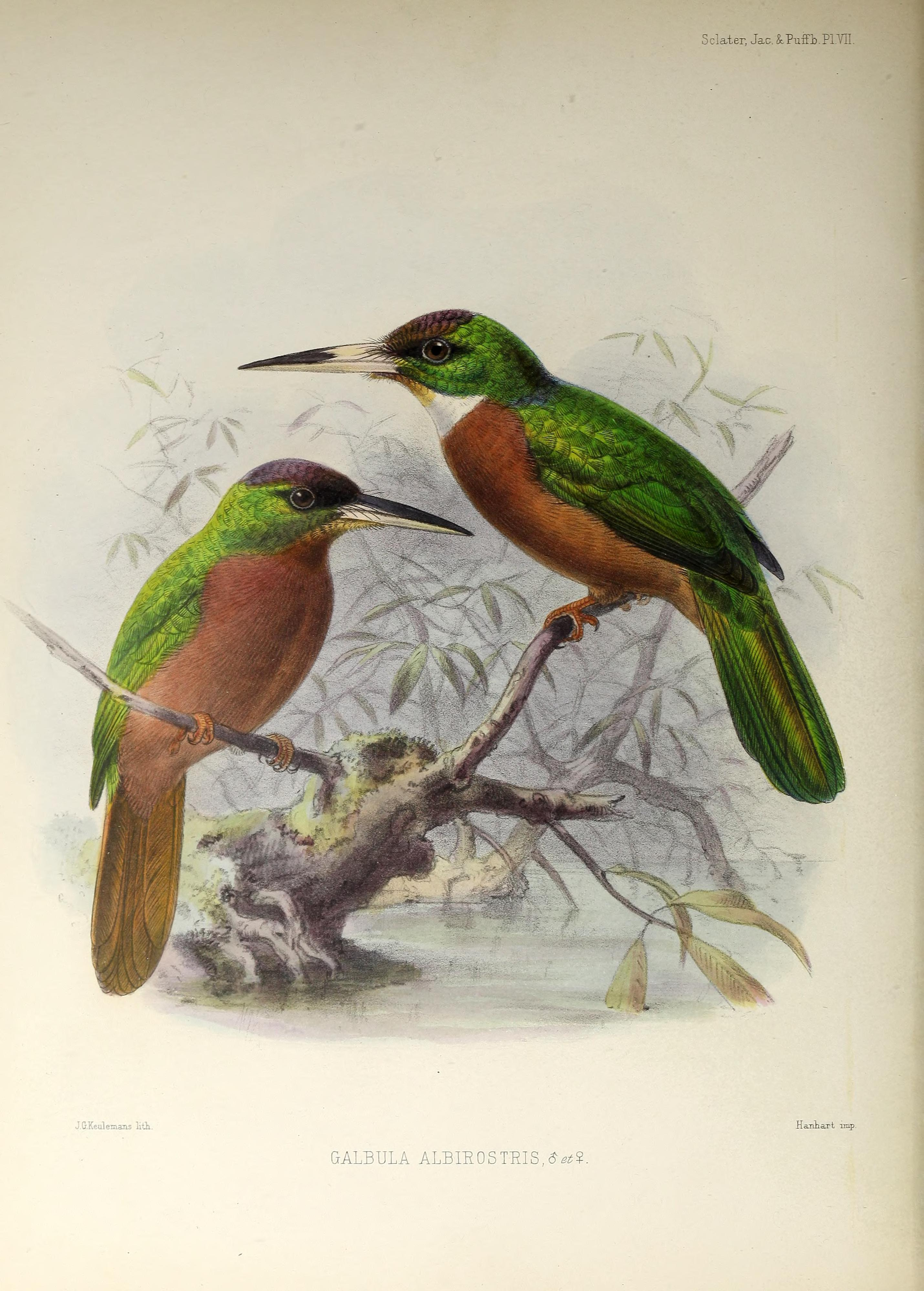
Galbula albirostris, hembra (izquierda) y macho (derecha), ilustración de Keulemans para Sclater A monograph of the jacamars and puff-birds, or families Galbulid and Bucconid, 1882.

## Sistemática

### Descripción original
La especie G. albirostris  fue descrita por primera vez por el naturalista británico John Latham en 1790 bajo el mismo nombre científico; localidad tipo «Sudamérica = Cayena».

### Etimología
El nombre genérico femenino «Galbula» deriva del latín «galbulus»: pequeño pájaro amarillento; y el nombre de la especie «albirostris», proviene del latín «albus»: blanco  y «rostris, rostrum»: de pico; significando «de pico blanco».

### Taxonomía
Las clasificaciones Aves del Mundo (HBW) y Birdlife International consideran a la subespecie G. albirostris chalcocephala como especie separada con base en diferencias morfológicas; pico más largo; mandíbula superior más oscura; color castaño más rico en el pecho (oscuro) y en el vientre (medio); la corona de color más cobre-cereza que cobre-índigo y más extenso, llegando a la nuca; las tres rectrices externas de color pardo pálido y no verde negruzco. Consideran a ambas parientes cercanas (algunas veces fueron tratadas como conespecíficas) con Galbula cyanicollis, pero no se ha observado intergradación en el valle del Ucayali, en el noreste de Perú, área de simpatría potencial, y sus poblaciones están, de cualquier forma, separadas por el río Amazonas. En caso de separación, el nombre popular adoptado para la presente especie es jacamar piquigualdo oriental y el de G. chalcocephala, jacamar piquigualdo occidental.

### Subespecies
Según la clasificación del Congreso Ornitológico Internacional (IOC) y Clements Checklist v.2017, se reconocen dos subespecies, con su correspondiente distribución geográfica:
- Galbula albirostris albirostris Latham, 1790 – este de Colombia (Mitú, Vaupés), sur y este de Venezuela (al sur del río Orinoco y al este del río Caura), las Guayanas y norte de Brasil (al norte del río Amazonas).
- Galbula (albirostris) chalcocephala Deville, 1849 – sur de Venezuela (alto río Orinoco); sureste de Colombia al este de los Andes (sur de Meta) a través del este de Ecuador y oeste de Brasil (alto río Negro) hasta el noreste de Perú (al sur hasta el alto río Ucayali).